# Vaughania cerighellii
Vaughania cerighellii är en ärtväxtart som först beskrevs av M. Peltier, och fick sitt nu gällande namn av Du Puy, Labat och Brian David Schrire. Vaughania cerighellii ingår i släktet Vaughania och familjen ärtväxter. Inga underarter finns listade i Catalogue of Life.